# Xã Franklin, Quận Washington, Indiana
Xã Franklin (tiếng Anh: Franklin Township) là một xã thuộc quận Washington, tiểu bang Indiana, Hoa Kỳ. Năm 2010, dân số của xã này là 2.301 người.